# Raffelsbrand
Raffelsbrand ist ein Ortsteil der Gemeinde Hürtgenwald im Kreis Düren, Nordrhein-Westfalen.

## Lage
Der Ort liegt in der Rureifel und im Naturpark Hohes Venn-Eifel in der Eifel. Nachbarorte sind Lammersdorf, Zweifall, Vossenack und Simonskall. Von Raffelsbrand aus kann man weit in die Kölner Bucht und die Zülpicher Börde sehen.
Der Ort besteht aus einer u-förmigen Ringstraße, an die 31 Bauernhöfe gebaut wurden, die heute aber nicht mehr alle bewirtschaftet werden.

## Geschichte
Bei den Kämpfen im Hürtgenwald im Zweiten Weltkrieg wurde der Wald so zerstört, dass er nicht mehr aufgeforstet werden konnte und landwirtschaftliche Flächen um Raffelsbrand entstanden.
Am 6. November 1964 besuchte der damalige Bundespräsident Heinrich Lübke die neu geschaffene Siedlung Raffelsbrand.
Raffelsbrand gehörte bis zum 31. Dezember 1971 zum Kreis Monschau. Im Rahmen der kommunalen Neugliederung (Aachen-Gesetz) entstand die Gemeinde Hürtgenwald in ihrer jetzigen Größe am 1. Januar 1972.

## Verkehr

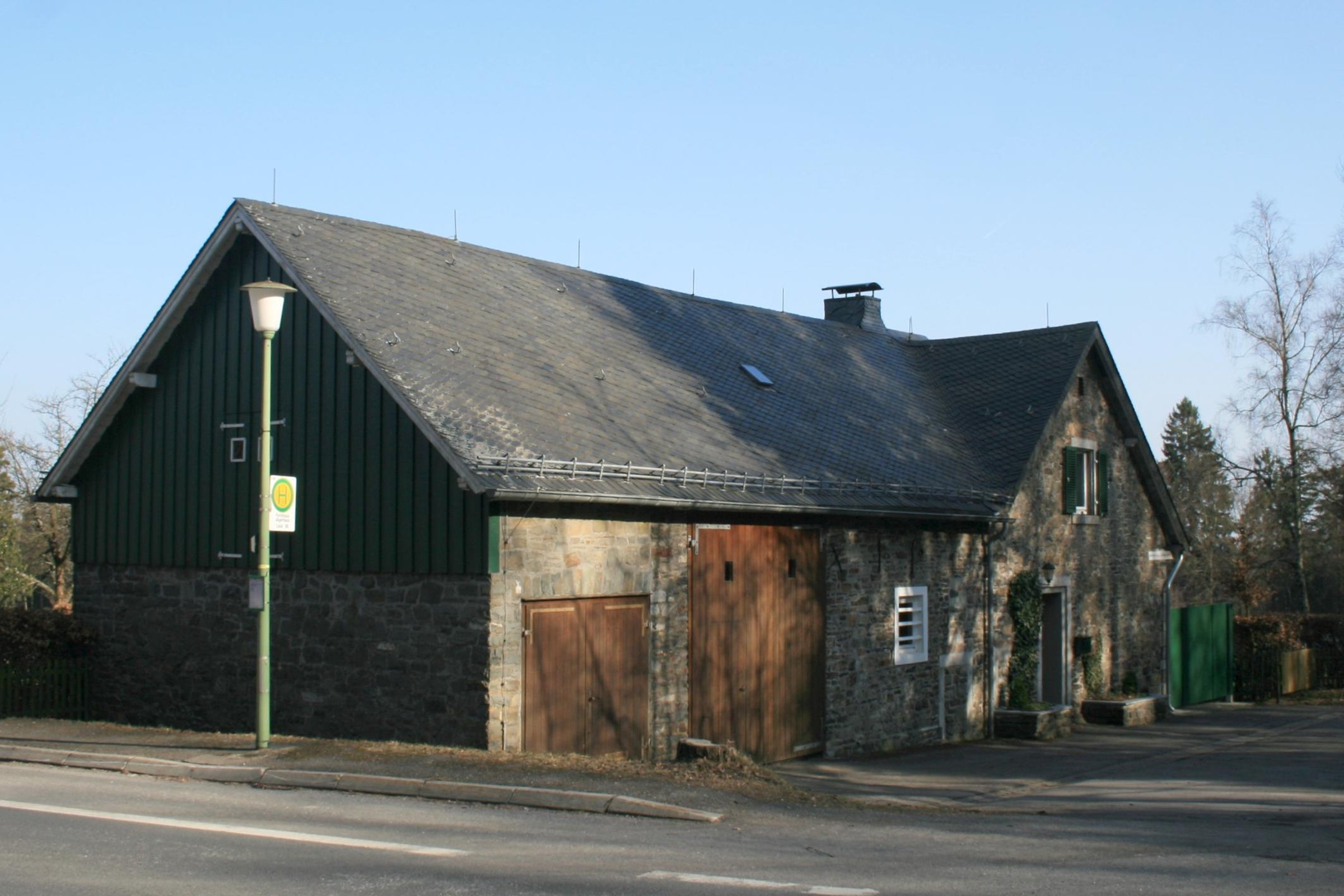
Bushaltestelle Forsthaus Jägerhaus, Raffelsbrand

Am Ort vorbei führt die Bundesstraße 399. Busse der Rurtalbus fahren mit den Linien 86 und SB 86 den Ort an. Der Ort selbst hat keinen Durchgangsverkehr. Bis zum 31. Dezember 2019 wurde die Linie 86 vom BVR Busverkehr Rheinland betrieben.
| Linie | Verlauf |
| ----- | --- |
| 86    | Vossenack – Raffelsbrand – Lammersdorf – Paustenbach – Bickerath – Simmerath Bushof |
| SB86  | Schnellbus: Düren Bf/ZOB – StadtCenter – Düren Kaiserplatz – Birgel Alte Post – Gey – Großhau – Kleinhau – Hürtgen – Vossenack – Raffelsbrand – Lammersdorf – Paustenbach – Bickerath – Simmerath |

## Sehenswertes
In Raffelsbrand gibt es den ersten Bodenlehrpfad in Nordrhein-Westfalen. Er wurde am 13. Juni 2003 von der damaligen Landes-Umweltministerin Bärbel Höhn eröffnet.

## Sonstiges
- Im Ort befindet sich das Jugendwaldheim Raffelsbrand des Landesbetriebes Wald und Holz NRW.
- Gemeinsam mit Vossenack und Simonskall erhielt der Ort 2018 auf Landesebene im Wettbewerb Unser Dorf hat Zukunft eine Silbermedaille.[3]